# Den svenska psalmboken 2020-talet
Den svenska psalmboken under 2020-talet är ett projekt att revidera Den svenska psalmboken 1986, samt införa nya psalmer.

## Historik

### Urvalsgruppen för nya psalmboken
När Svenska kyrkan efterlyste nya psalmförslag inför en framtida psalmbok inkom över 10000 bidrag från hela landet. 20 personer bestående av kyrkomusiker, präster och teologistudenter valdes ut för att tillsammans lyssna igenom och välja ut de psalmer som bäst bär tron vidare. Arbetet inleddes under 2023 och förväntades pågå i minst ett år. Urvalsgruppen består av: Carl Sjögren, Carl Henric Svanell, Mattias Ekström Koij, Henrik Törnqvist, Jonas Östlund, Andreas Söderberg, Jesper Glans, Eva Stenström, Peter Alrikson, Noa Edwardsson, Sara Michelin, Maria Oldeberg Huusko, Hanna Engström, Sara Lindholm, Pernilla Radborn, Emil Holmberg, Lars-Åke Wikström, Isak Mellgren, Vendela Sund och Gunilla Lindén.

### Psalmförslag
Psalmförslagen publicerades 14 maj 2025 på Svenska kyrkan. Samtliga psalmförslag har även spelats in med Claes Hollander som producent och tekniker, samt Anna Hellström och Dag Tuvelius som projektledare.
| Nr  | Titel                                  | Kategori               | Text och blandat | Musik | Översättning                                         | Arrangemang                         |
| --- | -------------------------------------- | ---------------------- | --- | --- | ---------------------------------------------------- | ----------------------------------- |
| 1   | Dansa                                  | Lovsång och tillbedjan | Curt Andreas (fritt efter Psaltaren 150)                                                                                          | Folksång från Haiti | -                                                    | -                                   |
| 2   | Halleluja                              | Lovsång och tillbedjan | Agatha Blom | Agatha Blom | -                                                    | Per Gunnar Petersson                |
| 3   | I Din öppna famn                       | Lovsång och tillbedjan | Craig Musseau | Craig Musseau | Bengt Johansson                                      | -                                   |
| 4   | Jag vill lova Herren                   | Lovsång och tillbedjan | Karl Gunnar Svensson | Karl Gunnar Svensson | -                                                    | -                                   |
| 5   | Kom och se vad förunderligt är         | Lovsång och tillbedjan | Staffan Birgersson | Staffan Birgersson | -                                                    | Staffan Birgersson, Simon Petrén    |
| 7   | Du som spränger rummets gränser        | Treenigheten           | Bertil Murray | Per Harling | -                                                    | -                                   |
| 8   | Där möter du oss                       | Treenigheten           | Maria Hulthén Birkeland | Kristina Sandgren Furberg | -                                                    | Per Olsson                          |
| 9   | Födande Gud                            | Treenigheten           | Jean Janzen | Carolyn Jennings | Sigbritt Ernald                                      | -                                   |
| 10  | För kärleks skull                      | Treenigheten           | Åsa Hagberg | Stefan Jämtbäck | -                                                    | -                                   |
| 11  | Gud du finns i allt som lever          | Treenigheten           | Karin Edwardsson | Karin Edwardsson och Noa Edwardsson                                                                                               | -                                                    | -                                   |
| 12  | Gud har skapat världen                 | Treenigheten           | Dan Lindh | Dan Lindh | -                                                    | -                                   |
| 13  | Gud skrev ett kärleksbrev              | Treenigheten           | Bertil Murray | Maria Löfberg | -                                                    | -                                   |
| 14  | Gud, sänd ut din Ande                  | Treenigheten           | Karin Karlberg | Anna Lindgren | -                                                    | Per Olsson                          |
| 15  | Hela hemligheten                       | Treenigheten           | Carl-Olov Hultby | Carl-Olov Hultby | -                                                    | Per Gunnar Petersson                |
| 16  | Helig Ande, kom till mig               | Treenigheten           | Peter Mellgren | Peter Mellgren | -                                                    | -                                   |
| 17  | Herre du vet allt                      | Treenigheten           | Åsa Hagberg | Stefan Jämtbäck | -                                                    | Per Gunnar Petersson                |
| 18  | I dans med Guds treenighet             | Treenigheten           | Per Harling | Per Harling | -                                                    | -                                   |
| 19  | I Kristus själv                        | Treenigheten           | Keith Getty och Stuart Townen | Keith Getty och Stuart Townen | Sara Burge och Åsa Burge                             | Per Olsson                          |
| 20  | Innan något fanns så fanns du          | Treenigheten           | Per Harling | Ludwig van Beethoven | -                                                    | Per Harling                         |
| 21  | Jag blickar upp om kvällen             | Treenigheten           | Per-Erik Hallin | Per-Erik Hallin | Henrik Barruk                                        | Per-Erik Hallin, Per Olsson         |
| 22  | Kom du skapande Ande                   | Treenigheten           | Linda Sandström | Linda Sandström | -                                                    | Per Gunnar Petersson                |
| 23  | Kom vind som blåser frihet             | Treenigheten           | Maria Hallén | Maria Hulthén Birkeland | -                                                    | Per Gunnar Petersson                |
| 24  | Kristus av evighet                     | Treenigheten           | Kristina Sandgren Furberg | Katarina Torgersson | -                                                    | -                                   |
| 25  | Kristus ger frid                       | Treenigheten           | Eva Magnusson | Alwar Almkvisth | -                                                    | -                                   |
| 26  | Krön honom nu, Guds lamm               | Treenigheten           | Matthew Bridges, Godfrey Thring                                                                                                   | George J. Elvey | Gun-Britt Holgersson                                 | -                                   |
| 27  | Kärleken som aldrig dör                | Treenigheten           | Anne-Lina Sandell Janner | Anne-Lina Sandell Janner | -                                                    | Per Olsson                          |
| 28a | O himmelsljus                          | Treenigheten           | Anders Frostenson, efter Ambrosius Splendor paternae gloriae                                                                      | Gabriel Wilczkowski | -                                                    | -                                   |
| 28b | O himmelsljus                          | Treenigheten           | Anders Frostenson, efter Ambrosius Splendor paternae gloriae                                                                      | Arvid Eriksson | -                                                    | -                                   |
| 30  | Sjung med oss, jublande Ande           | Treenigheten           | Per Harling | Per Harling | -                                                    | -                                   |
| 31  | Sol som stryker vida fjäll             | Treenigheten           | Peter Carlsson | Karl Tirén | -                                                    | Per Gunnar Petersson                |
| 32  | Superbra vän                           | Treenigheten           | Maria Olgerfelt | Maria Olgerfelt | -                                                    | Per Gunnar Petersson                |
| 33  | Vi tror på Skaparen                    | Treenigheten           | Per Harling | Per Harling | -                                                    | -                                   |
| 34  | Att ana Gud                            | Kyrkan                 | Fride Gustafsson | Fride Gustafsson | -                                                    | Per Olsson                          |
| 35  | Att få komma till ditt altare          | Kyrkan                 | Åsa Hagberg | Stefan Jämtbäck | -                                                    | -                                   |
| 36  | Denna plats och denna stund            | Kyrkan                 | Fredrik Alf | Maria Löfgren | -                                                    | -                                   |
| 37  | Det är en liten skara som församlats   | Kyrkan                 | Gunvor Vennberg | Hanna Lindahl | -                                                    | -                                   |
| 38  | Doft av himmel                         | Kyrkan                 | Leif Nahnfeldt | Leif Nahnfeldt | -                                                    | -                                   |
| 39  | Du ger den kärleken ett ansikte        | Kyrkan                 | Stefan Jämtbäck | Åsa Hagberg | -                                                    | -                                   |
| 40  | Du ger oss ordet                       | Kyrkan                 | Anita Bohl | Mattias Ekström Koij |                                                      |                                     |
| 41  | Dörren är öppen                        | Kyrkan                 | Kerstin Hesslefors Persson | Johan-Magnus Sjöberg | -                                                    | -                                   |
| 42  | En stund i stillhet                    | Kyrkan                 | Linda Sandström | Linda Sandström | -                                                    | Mattias Ekström Koij                |
| 43  | Ett Enda Bröd                          | Kyrkan                 | Olov Hartman | Noa Edwardsson | -                                                    | -                                   |
| 44  | Ett hem ville kyrkan få vara           | Kyrkan                 | Anita Bohl | Maria Ydreborg | -                                                    | -                                   |
| 45  | Gud är mitt ljus                       | Kyrkan                 | Lars Tillenius | Jean Sibelius | -                                                    | -                                   |
| 46  | Guds ord                               | Kyrkan                 | Lars Westberg | Hans Nyberg | -                                                    | -                                   |
| 47  | Guds rike                              | Kyrkan                 | Per Harling | Per Harling | -                                                    | -                                   |
| 48  | Guds rike är en plats                  | Kyrkan                 | Arvid Elenäs | Arvid Elenäs | -                                                    | Per Olsson                          |
| 49  | Gör stegen lätta                       | Kyrkan                 | Kerstin Berglund | Kerstin Berglund | -                                                    | Per Gunnar Petersson                |
| 50  | Helt nära                              | Kyrkan                 | Katarina Stolt | Linda Sandström | -                                                    | Per Gunnar Petersson                |
| 51  | Hosianna sjunger vi                    | Kyrkan                 | Jan Mattsson | Jan Mattsson | -                                                    | Per Gunnar Petersson                |
| 52  | Här och nu                             | Kyrkan                 | Camilla Voigt | Johanna Olander | -                                                    | -                                   |
| 53  | Här är den plats jag söker             | Kyrkan                 | Jan Mattsson | Jan Mattsson | -                                                    | Per Gunnar Petersson                |
| 54  | Här är ett rum för alla                | Kyrkan                 | Sindre Skeie | Stein Skøyeneie | Carl Henric Svanell                                  |                                     |
| 55  | Högt lyfts bägaren i ljuset            | Kyrkan                 | Bertil Murray | Maria Löfberg | -                                                    | -                                   |
| 56  | I brödet och vinet finns tecknet       | Kyrkan                 | Eva Larsson Westin | Eva Larsson Westin | -                                                    | -                                   |
| 57  | I kärlekens namn                       | Kyrkan                 | Anders Lennartsson | Jenny Nordström | -                                                    | Per Gunnar Petersson                |
| 58  | Jag går till heligt nattvardsbord      | Kyrkan                 | Atle Burman | Anders Robertson | -                                                    | -                                   |
| 59  | Kom, låt oss alla samlas               | Kyrkan                 | Christer Hultgren | Christer Hultgren | -                                                    | Lars-Erik Holgersson                |
| 60  | Kom till måltid                        | Kyrkan                 | Ivar Karlstrand | Lars Tillenius | -                                                    | -                                   |
| 61  | Kring detta bord                       | Kyrkan                 | Jonas Jonson | Torvald Johansson | -                                                    | -                                   |
| 62  | Ljuset som jag tänder                  | Kyrkan                 | Anna Eriksson | Anna Eriksson | -                                                    | Per Gunnar Petersson                |
| 63  | Nattvardspsalm                         | Kyrkan                 | Gudmund Danielson | Torvald Johansson | -                                                    | -                                   |
| 64  | Nybakat bröd                           | Kyrkan                 | Karin Runow | Karin Runow | -                                                    | Per Olsson                          |
| 65  | När vetekornet blir till bröd          | Kyrkan                 | Bertil Murray | Britta Snickars | -                                                    | -                                   |
| 66  | Se Guds rike                           | Kyrkan                 | Åsa Hagberg | John Emanuelsson | -                                                    | -                                   |
| 67  | Se solkatters lek                      | Kyrkan                 | Kristina Sandgren Furberg | Åsa Jinder | -                                                    | -                                   |
| 68  | Sjung för Gud                          | Kyrkan                 | Maria Kuchen | Karl Gustav Råsmark | -                                                    | Per Olsson                          |
| 69  | Smaka och se                           | Kyrkan                 | Bengt Johansson | Bengt Johansson | -                                                    | Per Olsson                          |
| 70  | Vi ska vandra i Guds kärleks ljus      | Kyrkan                 | Traditionell från Sydafrika | Traditionell från Sydafrika | Anders Nyberg                                        | Anders Nyberg                       |
| 71  | Vi är många i världen                  | Kyrkan                 | Noa Edwardsson | Noa Edwardsson | -                                                    | -                                   |
| 72  | Vi är fria                             | Kyrkan                 | Love Backlund, Anna Lindeblad, Anders Nyberg, Elsa Sidenvall                                                                      | Love Backlund, Anna Lindeblad, Anders Nyberg, Elsa Sidenvall                                                                      | -                                                    | Anders Nyberg                       |
| 73  | Välsigna Gud vårt bröd                 | Kyrkan                 | Traditionell från Argentina | Traditionell från Argentina | John L. Bell (engelska) och Leif Nahnfeldt (svenska) | John L. Bell                        |
| 74  | Välsignelse/Siunaus                    | Kyrkan                 | Martin Lönnebo | Helena Ritzén | Bengt Pohjanen                                       | -                                   |
| 75  | Välsignelse                            | Kyrkan                 | Sofia Eriksson | Camilla Voigt | -                                                    | -                                   |
| 76  | Det är en nåd när två blir ett         | Kyrkliga handlingar    | Henrik Rudsäter | Moa Rudsäter | -                                                    | Mattias Ekström Koij                |
| 77  | Dit du går går också jag               | Kyrkliga handlingar    | Leif Nahnfeldt, Sven Hillert | Leif Nahnfeldt |                                                      |                                     |
| 78  | Du är som en fader, du är som en moder | Kyrkliga handlingar    | Roger Blomqvist | Roger Blomqvist | -                                                    | Johan-Magnus Sjöberg                |
| 79  | Därför att du finns                    | Kyrkliga handlingar    | Ida Fahl | Åsa Hagberg | -                                                    | -                                   |
| 80  | I ditt liv har mycket hänt             | Kyrkliga handlingar    | Brita Rudberg Österberg | Peter Mellgren | -                                                    | Per Gunnar Petersson                |
| 81  | I kärlekens famn                       | Kyrkliga handlingar    | Per Harling | Per Harling | -                                                    | -                                   |
| 82  | Kallar dig vid namn                    | Kyrkliga handlingar    | Sveinung Nygaard | Sveinung Nygaard, John Vegard Schow                                                                                               | Sara Wrige, Angela Wallin Larsen                     | -                                   |
| 83  | Leva i sitt dop                        | Kyrkliga handlingar    | Pia Svantesson | Jenny de Carvalho | -                                                    | -                                   |
| 84  | Rör vid dem                            | Kyrkliga handlingar    | Elsa Persson-Lineke | Elsa Persson-Lineke | -                                                    | Per Gunnar Petersson                |
| 85  | Som vattnet har sin källa              | Kyrkliga handlingar    | Per Harling | Per Harling | -                                                    | -                                   |
| 86  | Vigselpsalm (På bröllopsdagen ber vi)  | Kyrkliga handlingar    | Christina Lövestam | Svensk folkmelodi (Den blomstertid nu kommer)                                                                                     | -                                                    | Koralboken 1939.                    |
| 87  | Vägen tillsammans                      | Kyrkliga handlingar    | Susanne Rikner | John Francis Wade | -                                                    | The English Hymnal/1906             |
| 88  | Älska, glömma och förlåta              | Kyrkliga handlingar    | Fredrik Modéus | Linda Sandström | -                                                    | Per Olsson                          |
| 89  | Adventspsalm                           | Kyrkoåret              | Jonas Jonson | Torvald Johansson | -                                                    | -                                   |
| 90  | Bär ditt barn Maria                    | Kyrkoåret              | Gudrun Rosén | Karin Wallin | -                                                    | -                                   |
| 91  | Bönepsalm för de saknade               | Kyrkoåret              | Bo Egebjer | Bo Egebjer | -                                                    | Mattias Ekström Koij                |
| 92  | Den natten                             | Kyrkoåret              | Kerstin Berglund | Eva Larsson-Westin | -                                                    | Per Olsson                          |
| 93  | Det lyser ett ljus i mörkret           | Kyrkoåret              | Åsa Hagberg | Åsa Hagberg | -                                                    | Mattias Ekström Koij                |
| 94  | Du som gick före oss (sv. ps 74)       | Kyrkoåret              | Olov Hartman | Camilla Voigt | -                                                    | -                                   |
| 95  | Du som räddar och försonar             | Kyrkoåret              | Nikolaj Frederik Severin Grundtvig                                                                                                | Caspar Christian Hoffmann | Magnus Holst                                         | Per Gunnar Petersson                |
| 96  | Då står Kristus upp                    | Kyrkoåret              | Åsa Hagberg | Stefan Jämtbäck | -                                                    | -                                   |
| 97  | Där himmelens stjärna glänser          | Kyrkoåret              | Åsa Hagberg | Jonas Nyström | -                                                    | -                                   |
| 98  | En stjärnklar natt                     | Kyrkoåret              | Bertil Murray | Hans Kennemark | -                                                    | Per Olsson                          |
| 99  | En strimma ljus                        | Kyrkoåret              | Ann-Charlotte Janunger | Kjell Janunger | -                                                    | Per Gunnar Petersson                |
| 100 | Ett litet senapskorn                   | Kyrkoåret              | Bertil Murray | Bertil Murray | -                                                    | Per Gunnar Petersson                |
| 101 | Fast bort från världens vimmel         | Kyrkoåret              | Fred Kaan | Per Harling | Per Harling                                          | Fride Gustafsson                    |
| 102 | Fastans tid                            | Kyrkoåret              | Rolf Larsson | Janniz Jönsson | -                                                    | -                                   |
| 104 | Halleluja, han har uppstått!           | Kyrkoåret              | Annika Hudak | Annika Hudak | -                                                    | -                                   |
| 105 | Han lever                              | Kyrkoåret              | Rut Petrén, Shewit Besrat och Emanuel Karlsson                                                                                    | Rut Petrén, Shewit Besrat och Emanuel Karlsson                                                                                    | -                                                    | Noa Edwardsson                      |
| 106 | I solen går han                        | Kyrkoåret              | Anita Bohl | Karin Wallin | -                                                    | -                                   |
| 107 | Jungfrun som bärs av tillit            | Kyrkoåret              | Bertil Murray | Bertil Murray | -                                                    | Per Gunnar Petersson                |
| 108 | Korset är ett hoppets tecken           | Kyrkoåret              | Urban Ringbäck | Urban Ringbäck | -                                                    | Göran Bejstam                       |
| 109 | Låt oss nu med Jesu vänner             | Kyrkoåret              | Bertil Murray | Bertil Murray | -                                                    | Anders Dillmar                      |
| 111 | Maria går till Herrens hus             | Kyrkoåret              | Bo Hallberg och Veronica Willner                                                                                                  | Tysk folkmelodi | Veronica Willner                                     | Per Gunnar Petersson                |
| 112 | Messias skall komma till jorden        | Kyrkoåret              | Py Bäckman | Emil Törnvall | -                                                    | Per Gunnar Petersson                |
| 113 | Nu strålar natten av gudomligt ljus    | Kyrkoåret              | Bertil Murray | Maria Löfberg | -                                                    | -                                   |
| 114 | När Gabriel går till Marias hus        | Kyrkoåret              | Bertil Murray | Per Harling | -                                                    | -                                   |
| 115 | När Stefanos blir fängslad             | Kyrkoåret              | Bertil Murray | Maria Löfberg | -                                                    | -                                   |
| 116 | När väntans tid var över               | Kyrkoåret              | Bertil Murray | Maria Löfberg | -                                                    | -                                   |
| 117 | Pilatus                                | Kyrkoåret              | Bertil Murray | Bertil Murray | -                                                    | Anders Dillmar                      |
| 118 | Påskmorgon                             | Kyrkoåret              | Anna-Stina Thorssel Ahlm | Anna-Stina Thorssel Ahlm | -                                                    | Per Gunnar Petersson                |
| 119 | Salig du och högt benådad              | Kyrkoåret              | Olov Hartman | Hanna Lindahl | -                                                    | -                                   |
| 120 | Salig du, Maria                        | Kyrkoåret              | Pär Jonas Lockman-Lundgren | Maria Parkinson | -                                                    | Johan-Magnus Sjöberg                |
| 121 | Se, allting blir stilla                | Kyrkoåret              | Kjell Dellert | Elisabet Wimark | -                                                    | -                                   |
| 122 | Sträckta mellan spikar                 | Kyrkoåret              | Anders Frostensson | Karl Olof Robertson | -                                                    | -                                   |
| 123 | Tänd ett ljus för livet                | Kyrkoåret              | Per Harling | Per Harling | -                                                    | -                                   |
| 124 | Vi tänder ett ljus i advent            | Kyrkoåret              | Stewe Gårdare | Stewe Gårdare | -                                                    | Lars-Erik Holgersson                |
| 125 | Vi vill ropa hosianna                  | Kyrkoåret              | Ylva Timan Olofsson | Ylva Timan Olofsson | -                                                    | Per Gunnar Petersson                |
| 126 | Aftonbön                               | Dagens och årets tider | Eva-Stina Sjöberg | Hans-Lennart Raask | -                                                    | -                                   |
| 127 | Aftonbön                               | Dagens och årets tider | Paul Furehill | Paul Furehill | -                                                    | Per Olsson                          |
| 128 | Bön i vårvintertid                     | Dagens och årets tider | Marianne Holst | Marianne Holst | -                                                    | -                                   |
| 129 | Dagen Stillnar                         | Dagens och årets tider | Fredrik Modéus | Noa Edwardsson | -                                                    | -                                   |
| 130 | Herre, på årets sista dag              | Dagens och årets tider | Philip Doddridge | George J. Elvey | Ted Rosvall                                          | Per Olsson                          |
| 131 | I denna ljuva sommartid                | Dagens och årets tider | Paul Gerhardt, Joachim von Düben, Christoffer Olofsson Angeldorff, Britt G. Hallqvist                                             | Anders Öhrwall |                                                      |                                     |
| 132 | I nattens tysta timma                  | Dagens och årets tider | Benjamin Ulbricht | Benjamin Ulbricht | -                                                    | -                                   |
| 133 | Innan dagen går till vila              | Dagens och årets tider | Victoria Rudebark | Karin Wallin | -                                                    | -                                   |
| 134 | Kom och låt oss känna                  | Dagens och årets tider | Kerstin Andeby Wanngren | Kerstin Andeby Wanngren | -                                                    | Per Gunnar Petersson                |
| 135 | Min dag                                | Dagens och årets tider | Karl Gustav Råsmark | Karl Gustav Råsmark | -                                                    | Per Olsson                          |
| 136 | Tack för den dag som varit             | Dagens och årets tider | Henrik Rudsäter | Karin Wallin | -                                                    | -                                   |
| 137 | Vila Nu En Stund                       | Dagens och årets tider | Magnus Aasa | Magnus Aasa | -                                                    | Per Gunnar Petersson                |
| 138 | Att tro är en gåva                     | Att leva av tro        | Karin Thorén | Lars Åberg | -                                                    | -                                   |
| 139 | Bara hos Gud                           | Att leva av tro        | Ellen Carlsson, Samuel Carlsson, Eric Johannesson, Leon Lundström, Daniel Petrén, Johanna Sundberg, Anton Ström, Tobias Österblom | Ellen Carlsson, Samuel Carlsson, Eric Johannesson, Leon Lundström, Daniel Petrén, Johanna Sundberg, Anton Ström, Tobias Österblom | -                                                    | Noa Edwardsson                      |
| 140 | Barnens sång                           | Att leva av tro        | Karin Runow | Karin Runow | -                                                    | Per Olsson                          |
| 141 | Barnens sångbön                        | Att leva av tro        | Inga Belani | Jan Nordin | -                                                    | -                                   |
| 142 | Bön vid ljusen                         | Att leva av tro        | Pia Svantesson | Fride Gustafsson | -                                                    | -                                   |
| 143 | Dansa med den som dansar               | Att leva av tro        | Marianne Bokblad | Linda Sandström | -                                                    | Per Olsson                          |
| 144 | Den som lever i Kristus                | Att leva av tro        | Gabriel Nyberg, Olof Wärendh Rylander                                                                                             | Gabriel Nyberg, Olof Wärendh Rylander                                                                                             | -                                                    | Anders Nyberg                       |
| 145 | Det finns en källa                     | Att leva av tro        | Anita Bohl | Mattias Ekström Koij | -                                                    | -                                   |
| 146 | Din godhet och din nåd                 | Att leva av tro        | Elina Wetterud, fritt efter Psaltaren 23                                                                                          | Elina Wetterud | -                                                    | Per Gunnar Petersson                |
| 147 | Dröm din dröm med mig                  | Att leva av tro        | Marianne Smedhäll | Marianne Smedhäll | -                                                    | Johan-Magnus Sjöberg                |
| 148 | Du Gud ser                             | Att leva av tro        | Jan Mattsson, Wissam Swed | Jan Mattsson, Wissam Swed | -                                                    | Per Gunnar Petersson                |
| 149 | Du som är tyngd av bördor              | Att leva av tro        | Bearbetning av Matteusevangeliet 11:28                                                                                            | Annika Stacke | -                                                    | -                                   |
| 150 | Du är mig nära                         | Att leva av tro        | AnneLi Amilon | Marie Olhans | -                                                    | Per Gunnar Petersson                |
| 151 | En oro i taget                         | Att leva av tro        | Elisabeth Hjorth | Tommie Sewón | -                                                    | Mattias Ekström Koij                |
| 152 | Ensam vandrade du aldrig               | Att leva av tro        | Ivar Karlstrand | Pär Gunnarsson | -                                                    | Per Gunnar Petersson                |
| 153 | Ett tack                               | Att leva av tro        | Per Harling | Per Harling | -                                                    | -                                   |
| 154 | För Var Liten Sommardag                | Att leva av tro        | Noa Edwardsson | Noa Edwardsson | -                                                    | -                                   |
| 155 | Förbarma dig                           | Att leva av tro        | Åsa Hagberg | Stefan Jämtbäck | -                                                    | -                                   |
| 156 | Före mig                               | Att leva av tro        | Mai Vodinh, Ingrid Vodinh | Mai Vodinh, Ingrid Vodinh | -                                                    | Mattias Ekström Koij                |
| 157 | Gud bär oss nu                         | Att leva av tro        | Anders Lennartsson | Jenny Nordström | -                                                    | Per Gunnar Petersson                |
| 158 | Gud, du sänder ditt regn               | Att leva av tro        | Ingrid B. Melve | Solveig Spilling Bakkevig | Gunilla Lindén                                       | Birigt Djupedal                     |
| 159 | Gud ge världen en kram                 | Att leva av tro        | Axel Blom, Claudia Ingrao | Axel Blom, Claudia Ingrao | -                                                    | Camilla Voigt                       |
| 160 | Gud, hör min bön                       | Att leva av tro        | Johanna Öhman | Katarina Torgersson | -                                                    | Per Olsson                          |
| 161 | Gud är med mig alla dagar              | Att leva av tro        | Arvid Elenäs | Ingemar Berglind | -                                                    | Åke Olsson                          |
| 162 | Gud, låt din frid få bo                | Att leva av tro        | Ida Markusson | Ida Markusson, Jonas Wassermann                                                                                                   | -                                                    | Jonas Wassermann                    |
| 163 | Göm mig i dina vingar                  | Att leva av tro        | Bearbetning av Psaltaren 17:8, 42:2–3                                                                                             | Erik Tilling | -                                                    | Per Olsson                          |
| 164 | Gör mitt hjärta brinnande              | Att leva av tro        | Rut Petrén, Shewit Besrat, Emanuel Karlsson, Karin Runow, efter Heliga Birgittas bön                                              | Rut Petrén, Shewit Besrat, Emanuel Karlsson, Karin Runow                                                                          | -                                                    | Karin Runow                         |
| 165 | Hamba nathi – Vandra med oss           | Att leva av tro        | Trad. från Sydafrika | Trad. från Sydafrika | Jonas Jonson, Anders Nyberg                          | Anders Nyberg                       |
| 166 | Har jag dig har jag allt               | Att leva av tro        | Matilda Werlinder | Matilda Werlinder, Birgitta Svensson                                                                                              | -                                                    | Per Olsson                          |
| 167 | Helig, sjunger himlens änglar          | Att leva av tro        | Per Harling | Peter Hallström | -                                                    | Åke Olsson                          |
| 168 | Herre, du känner mig                   | Att leva av tro        | Anna-Stina Thorssel Ahlm, fritt efter Psaltaren 139                                                                               | Antonin Dvořák | -                                                    | Per Gunnar Petersson                |
| 169 | Hjälp mig                              | Att leva av tro        | Marianne Ivarsson | Marianne Ivarsson | -                                                    | Per Olsson                          |
| 170 | Hos dig är livets källa                | Att leva av tro        | Bearb. Psaltaren 36:10 | Fredrik Jonsson | -                                                    | -                                   |
| 171 | Håll mig hårt                          | Att leva av tro        | Claudia Ingrao | Agnes Hedlund | -                                                    | Camilla Voigt                       |
| 172 | Håll ihop min värld                    | Att leva av tro        | Ingrid B. Melve | Solveig Spilling Bakkevig | Gunilla Lindén, Carl Henric Svanell                  | -                                   |
| 173 | Här nära                               | Att leva av tro        | Jan Mattsson | Jan Mattsson | -                                                    | Jan Mattsson, Per Olsson            |
| 174 | I dig får själen vila                  | Att leva av tro        | Johanna Öhman | Gabriel Wilczkowski | -                                                    | -                                   |
| 175 | I Guds trädgård                        | Att leva av tro        | Susanne Wigorts Yngvesson | Emelie Lydén | -                                                    | Johan-Magnus Sjöberg                |
| 176 | I själens dunkla nätter                | Att leva av tro        | Per Harling | Per Harling | -                                                    | -                                   |
| 177 | I urminnes tider skapades allt         | Att leva av tro        | Susanne Wigorts Yngvesson | Mattias Ekström Koij | -                                                    | -                                   |
| 178 | Jag bekänner                           | Att leva av tro        | Ingemar Olsson | Ingemar Olsson | -                                                    | Johan-Magnus Sjöberg                |
| 179 | Jag sökte din källa, O Herre           | Att leva av tro        | Kjell Dellert | Elisabet Wimark | -                                                    | -                                   |
| 180 | Jagpärlan                              | Att leva av tro        | Åsa Hagberg | Nadia Eriksson | -                                                    | Per Gunnar Petersson                |
| 181 | Kan liv och död försonas               | Att leva av tro        | Bertil Murray | Maria Löfberg | -                                                    | -                                   |
| 182 | Kom hem                                | Att leva av tro        | Lorraine Friberg | Pema Reman, Lorraine Friberg | -                                                    | Pema Reman                          |
| 183 | Kristus, vårt liv                      | Att leva av tro        | Bernadette Farrell | Bernadette Farrell | Bertil Murray, Anders Ekenberg                       | -                                   |
| 184 | Långt bortom rymder vida               | Att leva av tro        | Augusta Lönborg | Stefan Klaverdal | -                                                    | -                                   |
| 185 | Låt tron få prägla livet               | Att leva av tro        | Klas Hermansson | Klas Hermansson | -                                                    | Per Gunnar Petersson                |
| 186 | Med bön tror jag det menas             | Att leva av tro        | Atle Burman | Anders Robertson | -                                                    | -                                   |
| 187 | Nu kommer jag till dig                 | Att leva av tro        | Anne-Lina Sandell Janner | Anne-Lina Sandell Janner | -                                                    | Per Olsson                          |
| 188 | Nu vänder jag mitt liv emot din närhet | Att leva av tro        | Bertil Murray | Lars Hernqvist | -                                                    | -                                   |
| 189 | Någonstans där alltings ursprung är    | Att leva av tro        | Stig Roland Rask | Stig Roland Rask | -                                                    | Per Gunnar Petersson                |
| 190 | När en dimma fyller våra hjärtan       | Att leva av tro        | Maria Hajto, Caroline Johansson, Anders Josephsson, Rut Petrén, Truls Petrén, Julia Reinz                                         | Maria Hajto, Caroline Johansson, Anders Josephsson, Rut Petrén, Truls Petrén, Julia Reinz                                         | Noa Edwardsson                                       |                                     |
| 191 | När sanningen förvanskas               | Att leva av tro        | Per Harling | Per Harling | -                                                    | -                                   |
| 192 | Närmare mig                            | Att leva av tro        | Clas Vårdstedt | Irländsk folkmelodi | -                                                    | Per Olsson                          |
| 193 | Om jag står här                        | Att leva av tro        | Peter Tikkanen | Peter Tikkanen | -                                                    | -                                   |
| 194 | Omsluten och buren                     | Att leva av tro        | Anders Lennartsson, Jenny Nordström                                                                                               | Traditionell irländsk hymn | -                                                    | Per Olsson                          |
| 195 | På dig, min Gud, förströstar jag       | Att leva av tro        | Bo Järpehag, Elsa Järpehag | Bo Järpehag, Elsa Järpehag | -                                                    | Per Gunnar Petersson                |
| 196 | Regnbågen                              | Att leva av tro        | Jimmy Ginsby | Ellinor Wiman | -                                                    | Göran Larsson, Per Gunnar Petersson |
| 197 | Se hur gudsvinden bär                  | Att leva av tro        | Ingmar Johánsson | Ingmar Johánsson | -                                                    | Per Olsson                          |
| 198 | Se klart                               | Att leva av tro        | Cissi Glittvik | Sven Eric Johansson | -                                                    | -                                   |
| 199 | Skapa i mig Gud                        | Att leva av tro        | Karolina Cederqvist | Karolina Cederqvist | -                                                    | Per Gunnar Petersson                |
| 200 | Skapelsens krona                       | Att leva av tro        | Sofia Thoresdotter | Sofia Thoresdotter | -                                                    | Per Gunnar Petersson                |
| 201 | Som jag är                             | Att leva av tro        | Axel Dahlin | Axel Dahlin | -                                                    | -                                   |
| 202 | St Patricks bön                        | Att leva av tro        | Fritt efter keltisk bön från 700-talet                                                                                            | Erik Tilling, Millan Holm | Erik Tilling, Millan Holm                            | Per Olsson                          |
| 203 | Tack Gud                               | Att leva av tro        | Maria Nordenback Kress | Maria Nordenback Kress | -                                                    | -                                   |
| 204 | Tänd ett ljus                          | Att leva av tro        | Marcus Nordin | Marcus Nordin | -                                                    | -                                   |
| 205 | Var du vår längtan                     | Att leva av tro        | Irländsk bön | Irländsk melodi från 700-talet | Jonas Jonson                                         | Per Olsson                          |
| 206 | Var inte rädd                          | Att leva av tro        | Jesaja 41:10 | Peter Mellgren | -                                                    | -                                   |
| 207 | Vi får växa här                        | Att leva av tro        | Klara Fröberg, Amanda From, Simon Malmberg                                                                                        | Klara Fröberg, Amanda From, Simon Malmberg                                                                                        | -                                                    | Anders Nyberg                       |
| 208 | Vi tackar och ber                      | Att leva av tro        | Maria Hajto, Ellen Linders, Truls Petrén, Simon Sjögren, Angelica Steen, Daniel Petrén                                            | Maria Hajto, Ellen Linders, Truls Petrén, Simon Sjögren, Angelica Steen, Daniel Petrén                                            | -                                                    | Noa Edwardsson Daniel Petrén,       |
| 209 | Vi vill säga tack                      | Att leva av tro        | Bengt Johansson | Bengt Johansson | -                                                    | Per Olsson                          |
| 210 | Världen har rämnat                     | Att leva av tro        | Per Harling | Per Harling | -                                                    | -                                   |
| 211 | Den sköna skapelsen                    | Tillsammans i världen  | Mikael Eklöv | Mikael Eklöv | -                                                    | Per Gunnar Petersson                |
| 212 | Du gör dig påmind                      | Tillsammans i världen  | Lars Brandström | Lars Brandström | -                                                    | -                                   |
| 213 | Du stillar vårt sinne                  | Tillsammans i världen  | Inga Stenlund | Mats Stenlund | -                                                    | -                                   |
| 214 | En del av din helhet                   | Tillsammans i världen  | Kerstin Berglund | Eva Larsson-Westin | -                                                    | -                                   |
| 215 | Fredens Herre, ge oss fred             | Tillsammans i världen  | Palestinsk bön från Gaza | Gunno Elisson | Anette Månsson (arabiska), Elie Wardel (hebreiska)   | -                                   |
| 216 | För vänskapen                          | Tillsammans i världen  | Per Harling | Per Harling | -                                                    | -                                   |
| 217 | Ge oss idag vårt dagliga bröd          | Tillsammans i världen  | Per Harling | Per Harling | -                                                    | -                                   |
| 218 | Gud, välsigna Sverige                  | Tillsammans i världen  | Johanna Öhman | Karin Wallin | -                                                    | -                                   |
| 219 | Gåtans skrud                           | Tillsammans i världen  | Tommie Sewón | Tommie Sewón | -                                                    | Anna Cederberg-Orreteg              |
| 220 | I vår kärlek                           | Tillsammans i världen  | Karolina Tängmark Roos | Karolina Tängmark Roos | -                                                    | Per Gunnar Petersson                |
| 221 | När jordens isar smälter               | Tillsammans i världen  | Bertil Murray | Britta Snickars | -                                                    | -                                   |
| 222 | Alla de vi djupast älskar              | Framtiden och hoppet   | Bertil Murray | Maria Löfberg | -                                                    | -                                   |
| 223 | Alltid ljuder nånstans sången          | Framtiden och hoppet   | Per Harling | Per Harling | -                                                    | Per Harling och Sören Ljungberg     |
| 224 | Bara Du kan läka såren                 | Framtiden och hoppet   | Britt G. Hallqvist | Karin Edwardsson | -                                                    | -                                   |
| 225 | Din kärlek genom allt                  | Framtiden och hoppet   | Pia Samuelsson | Mattias Ekström Koij | -                                                    | -                                   |
| 226 | Du kommen är av ljus en gång           | Framtiden och hoppet   | Atle Burman | Mats Kästel | -                                                    | -                                   |
| 227 | En morgon när jag lämnat tiden         | Framtiden och hoppet   | Bertil Murray | Clement Cotterill Scholefield | -                                                    |                                     |
| 228 | Gammal fäbodpsalm                      | Framtiden och hoppet   | Bälter Erik Olsson, Bertil Murray                                                                                                 | Upptecknad efter Bälter Erik Olsson                                                                                               | Oskar Lindberg                                       | Anders Dillmar                      |
| 229 | Himmelriket är som en skatt            | Framtiden och hoppet   | Christian Braw, fritt efter Matteusevangeliet 13:44–46                                                                            | Karin Braw | -                                                    |                                     |
| 230 | Jag hörde himlens röst idag            | Framtiden och hoppet   | Horatius Bonar | Kingsfold, traditionell engelsk melodi                                                                                            | Wilma Persson                                        | Per Olsson                          |
| 232 | Jag väntade i tystnad                  | Framtiden och hoppet   | Bertil Murray | Anders Nyberg | -                                                    | -                                   |
| 233 | Kvällens tystnad                       | Framtiden och hoppet   | Anders Bäck | Anders Bäck | -                                                    | Camilla Cederholm                   |
| 234 | Liten ängel från Guds hamn             | Framtiden och hoppet   | Anna Jensson Hjelm | Petja Svensson | -                                                    | -                                   |
| 235 | När alla dörrar reglats                | Framtiden och hoppet   | Bertil Murray | Oscar Lindberg |                                                      |                                     |
| 236 | Vi är på vägen, på vandring            | Framtiden och hoppet   | Dag Lindberg | Mattias Ekström Koij | -                                                    | -                                   |
| 237 | Över dödens höga bro                   | Framtiden och hoppet   | Britt G. Hallqvist | Gabriel Wilczkowski | -                                                    | -                                   |